# Aeroportul Bella Coola
Aeroportul Bella Coola (IATA: QBC, ICAO: CYBD) este un aeroport din Columbia Britanică, Canada. Aeroportul a fost tranzitat în 2016 de 0 pasageri.
Situat la o altitudine de 36 m, aeroportul dispune de o singură pistă.